# Antonella Cannarozzi
Antonella Cannarozzi (* in Tarent) ist eine italienische Kostümbildnerin.
Cannarozzi hat an der Accademia delle Arti del Disegno in Florenz sowie an der Mailänder Accademia di Brera Bühnenbild studiert. Als ihr erster Film nach Studienabschluss gilt Sangue vivo aus dem Jahr 2000.
Sie wirkte auch an Luca Guadagninos Film Ich bin die Liebe mit und wurde hiermit für den Oscar 2011 nominiert. Für diesen Film arbeitete sie mit Fendi und Jil Sander zusammen.
Im Jahr 2022 wurde sie in die Academy of Motion Picture Arts and Sciences (AMPAS) berufen, die alljährlich die Oscars vergibt.
Als Hobby Cannarozzis wird das Sehen von alten Filmen angegeben.

## Filmografie (Auswahl)
- 2009: I Am Love (Io sono l’amore)
- 2010: Die Einsamkeit der Primzahlen (La solitudine dei numeri primi)
- 2011: Missione di pace
- 2023: Finalmente l’alba